# Slowenische Badmintonmeisterschaft 1972
Die Slowenische Badmintonmeisterschaft 1972 fand Ende November 1972 statt. Es war die 15. Austragung der Titelkämpfe in Slowenien, die gleichzeitig auch Meisterschaft Gesamt-Jugoslawiens war. Lučka und Breda Križman als Titelverteidigerinnen im Damendoppel waren nicht am Start.

## Die Sieger und Finalisten
| Disziplin    | Gold                         | Silber                      |
| ------------ | ---------------------------- | --------------------------- |
| Herreneinzel | Stane Koprivšek              | Gregor Berden               |
| Dameneinzel  | Vita Bohinc                  | Marta Amf                   |
| Herrendoppel | Gregor Berden Slavko Županič | Jani Čaleta Bojan Kaplan    |
| Damendoppel  | Marta Amf Vita Bohinc        | Mariča Pohar Vida Pohar     |
| Mixed        | Gregor Berden Marta Amf      | Stane Koprivšek Vita Bohinc |